# Liste der Nationalparks in Venezuela

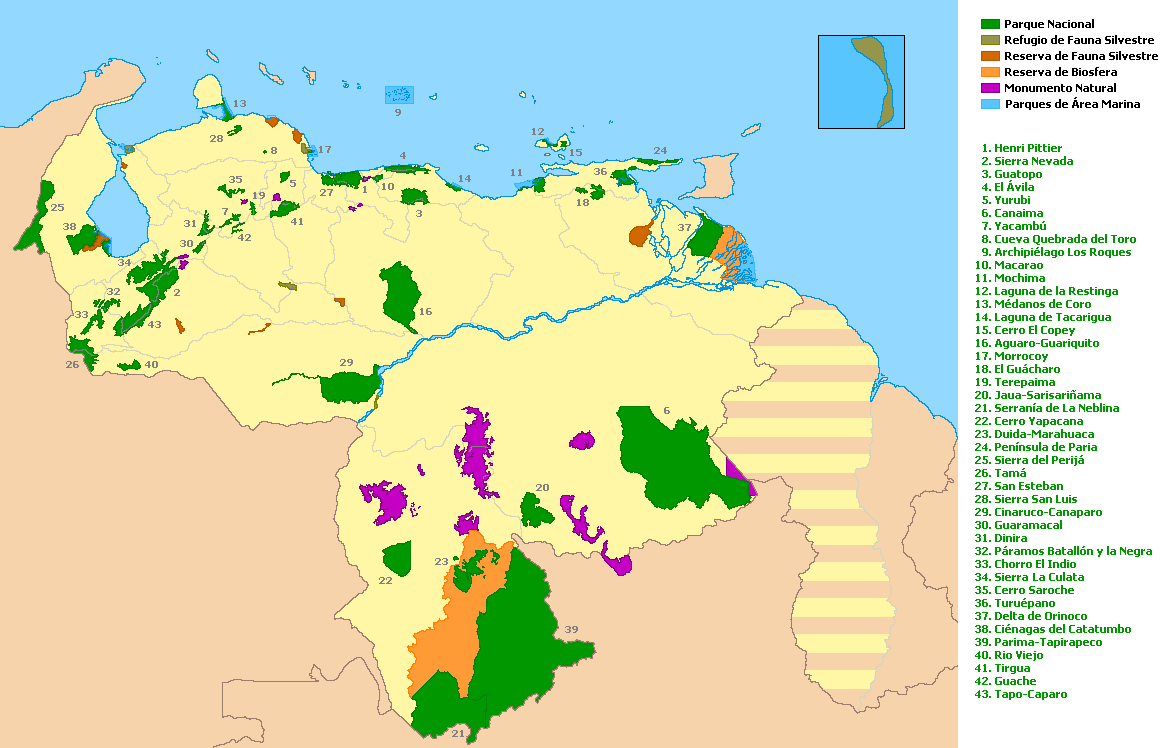
Übersichtskarte

In Venezuela gibt es 43 Nationalparks, daneben auch 36 Naturdenkmäler („Monumentos Naturales“).
Die Nationalparks Venezuelas werden vom Instituto Nacional de Parques (Abkürzung „Inparques“) verwaltet, das dem Ministerio del Poder Popular para el Ambiente untersteht.
Liste der Nationalparks in Venezuela:
| Name                                                                      | Fläche in km² | Gründung | Region                 | Bundesstaat                             | Naturraum                        | Foto |
| ------------------------------------------------------------------------- | ------------- | -------- | ---------------------- | --------------------------------------- | -------------------------------- | ---- |
| Nationalpark Aguaro - Guariquito                                          | 5.690         | 1974     | Los Llanos             | Guárico                                 | Los Llanos                       |      |
| Nationalpark Archipiélago de Los Roques                                   | 2.211         | 1972     | Las Islas              | Dependencias Federales                  | Insular (Los Roques)             |      |
| Nationalpark Canaima                                                      | 30.000        | 1962     | Guayana                | Bolívar                                 | Escudo Guayanés                  |      |
| Nationalpark Cerro El Copey - Jóvito Villalba                             | 71            | 1974     | Las Islas              | Nueva Esparta                           | Insular                          |      |
| Nationalpark Cerro Saroche                                                | 323           | 1989     | Centro-occidente       | Lara                                    | Montañosa                        |      |
| Nationalpark Cerro Yapacana                                               | 3.200         | 1978     | Amazonas               | Amazonas                                | Escudo Guayanés                  |      |
| Nationalpark Chorro El Indio                                              | 170           | 1989     | Los Andes              | Táchira                                 | Montañosa                        |      |
| Nationalpark Ciénagas de Juan Manuel                                      | 2.261         | 1992     | Occidente              | Zulia                                   | Cenagosa                         |      |
| Nationalpark Cueva de la Quebrada del Toro                                | 49            | 1969     | Occidente              | Falcón                                  | Montañosa                        |      |
| Nationalpark Dinira                                                       | 453           | 1988     | Centro-occidente       | Lara, Portuguesa, Trujillo              | Montañosa                        |      |
| Nationalpark Duida-Marahuaca                                              | 3.737         | 1978     | Amazonas               | Amazonas                                | Escudo Guayanés                  |      |
| Nationalpark El Ávila                                                     | 852           | 1958     | Región Central         | Bundesdistrikt Caracas, Miranda, Vargas | Montañosa                        |      |
| Nationalpark El Guácharo                                                  | 627           | 1975     | Monagas y El Atlántico | Monagas                                 | Montañosa                        |      |
| Nationalpark El Guache                                                    | 125           | 1992     | Centro-occidente       | Lara, Portuguesa                        | Montañosa                        |      |
| Nationalpark El Tamá                                                      | 1.390         | 1978     | Los Andes              | Táchira, Apure                          | Montañosa                        |      |
| Nationalpark General Juan Pablo Peñaloza (Páramos El Batallón y La Negra) | 952           | 1989     | Los Andes              | Mérida, Táchira                         | Montañosa                        |      |
| Nationalpark Guaramacal                                                   | 215           | 1988     | Los Andes              | Trujillo, Portuguesa                    | Montañosa                        |      |
| Nationalpark Guatopo                                                      | 1.225         | 1958     | Región Central         | Miranda, Guárico                        | Montañosa                        |      |
| Nationalpark Henri Pittier                                                | 1.078         | 1937     | Región Central         | Aragua, Carabobo                        | Montañosa                        |      |
| Nationalpark Jaua-Sarisariñama                                            | 3.300         | 1978     | Guayana                | Bolívar                                 | Escudo Guayanés                  |      |
| Nationalpark Juan Crisóstomo Falcón                                       | 200           | 1987     | Occidente              | Falcón                                  | Montañosa                        |      |
| Nationalpark Laguna de La Restinga                                        | 189           | 1974     | Las Islas              | Nueva Esparta                           | Insular                          |      |
| Nationalpark Laguna de Tacarigua                                          | 391           | 1974     | El Caribe              | Miranda                                 | Litoral costera                  |      |
| Nationalpark Médanos                                                      | 913           | 1974     | El Caribe              | Falcón                                  | Litoral costera                  |      |
| Nationalpark Macarao                                                      | 150           | 1973     | Región Central         | Bundesdistrikt Caracas, Miranda         | Montañosa                        |      |
| Nationalpark Mariusa                                                      | 3.310         | 1991     | Monagas y El Atlántico | Delta Amacuro                           | Deltaica                         |      |
| Nationalpark Mochima                                                      | 949           | 1973     | El Caribe              |                                         | Litoral costera                  |      |
| Nationalpark Morrocoy                                                     | 321           | 1974     | El Caribe              | Falcón                                  | Litoral costera                  |      |
| Nationalpark Parima-Tapirapeco                                            | 39.000        | 1991     | Amazonas               | Estado Amazonas                         | Escudo Guayanés Bosque Amazónico |      |
| Nationalpark Península de Paria                                           | 375           | 1978     | El Caribe              | Sucre                                   | Montañosa                        |      |
| Nationalpark Perijá (Sierra de Perijá)                                    | 2.953         | 1978     | Occidente              | Zulia                                   | Montañosa                        |      |
| Nationalpark Río Viejo                                                    | 800           | 1992     | Los Llanos             | Apure                                   | Llanos Occidentales              |      |
| Nationalpark San Esteban                                                  | 445           | 1987     | Región Central         | Carabobo                                | Montañosa                        |      |
| Nationalpark Santos Luzardo Cinaruco - Capanaparo                         | 5.844         | 1988     | Los Llanos             | Apure                                   | Montañosa                        |      |
| Nationalpark Serranía La Neblina                                          | 13.600        | 1979     |                        | Amazonas                                | Escudo Guayanés                  |      |
| Nationalpark Sierra La Culata                                             | 2.004         | 1989     |                        | Mérida, Trujillo                        | Montañosa                        |      |
| Nationalpark Sierra Nevada (Mérida)                                       | 2.764         | 1952     | Los Andes              | Mérida, Barinas                         | Montañosa                        |      |
| Nationalpark Tapo-Caparo                                                  | 2.050         | 1993     | Los Andes              | Estados Barinas, Mérida, Táchira        | Montañosa                        |      |
| Nationalpark Terepaima                                                    | 187           | 1976     | Centro-occidente       | Lara, Portuguesa                        | Montañosa                        |      |
| Nationalpark Tirgua                                                       | 910           | 1992     | Centro-occidente       | Yaracuy, Cojedes                        | Montañosa                        |      |
| Nationalpark Turuepano                                                    | 726           | 1991     | Sucre y El Atlántico   | Sucre                                   | Cenagosa                         |      |
| Nationalpark Yacambú                                                      | 269           | 1962     | Región Central         | Aragua, Carabobo                        | Montañosa                        |      |
| Nationalpark Yurubí                                                       | 237           | 1960     | Centro-occidente       | Yaracuy                                 | Montañosa                        |      |